# Chiesa di San Leonardo (Ravi)
La chiesa di San Leonardo è un edificio sacro situato a Ravi, nel comune di Gavorrano.

## Storia
La chiesa parrocchiale di Ravi è attestata fin dalla seconda metà del XV secolo. Il luogo di culto è stato profondamente ristrutturato nel corso dei secoli: sostanziale è stato l'intervento del 1810, quando è stato ampliato e dotato di una nuova facciata in stile neoclassico. Nel 1938 vennero fuse e installate quattro campane della fonderia Cavadini di Verona.